# سلوقية (سفينة)

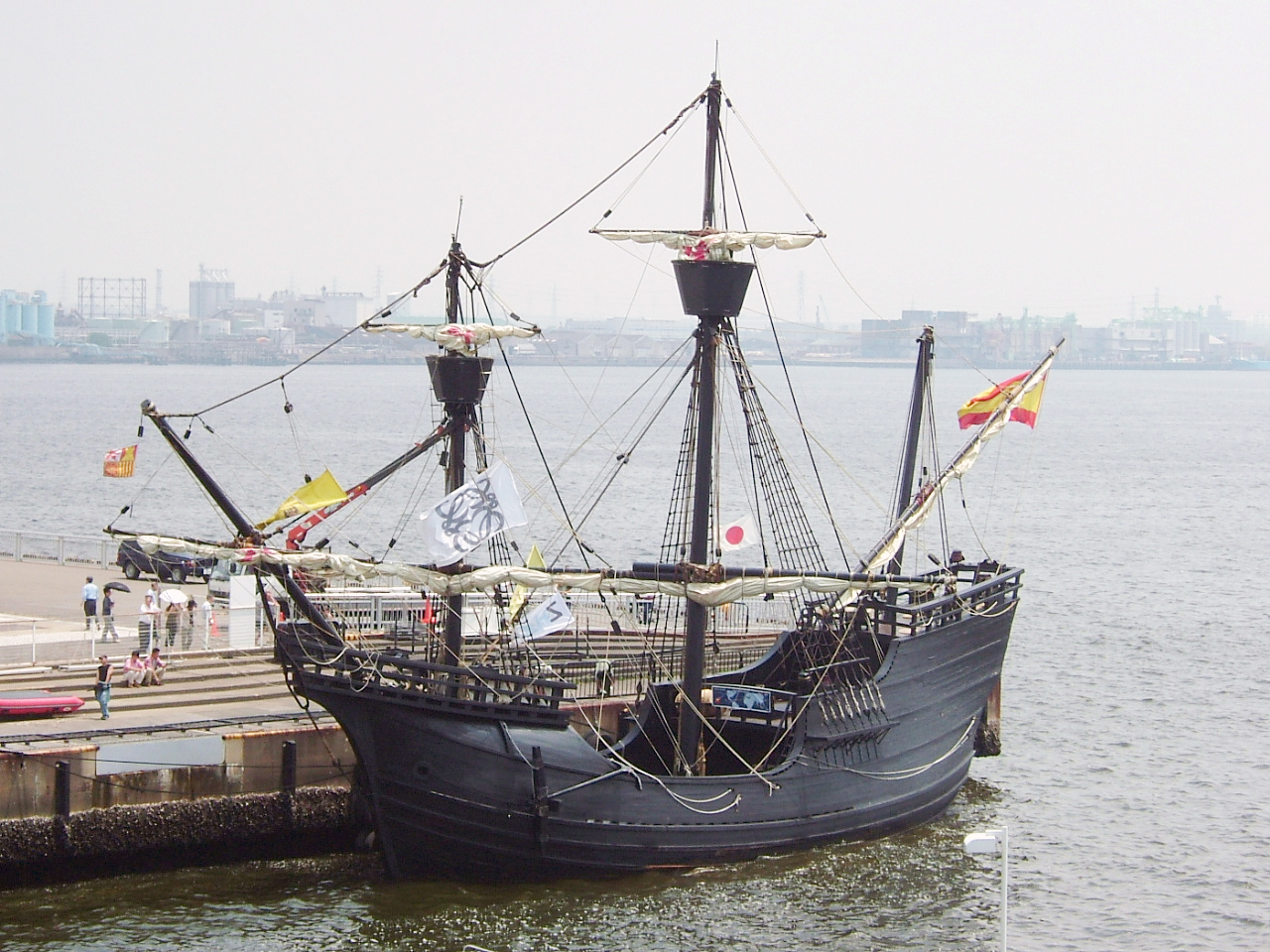
نسخة طبق الأصل من فِكتورية، وهي السفينة الوحيدة من بين سفن ماجِلّان الخمس التي عادت إلى إسبانيا في عام 1522 والتي تُظهر كلاً من السلوقية عن يسار.

السَّلوقية هو السطح الأعلى لسفينة شراعية أمام الصاري أو الجزء الأمامي من السفينة الذي يحوي أماكن معيشة البحارة.